# Typsiharpalus
Typsiharpalus es un  género de coleópteros adéfagos de la familia Carabidae.

## Especies
Comprende las siguientes especies:
- Typsiharpalus azruensis Antoine, 1925
- Typsiharpalus bonvouloiri (Vuillefroy, 1866)
- Typsiharpalus punctatipennis (Rambur, 1838)